# Після кохання (фільм, 2012)
«Після кохання» (фр. À perdre la raison; англомовна назва — «Наші діти» (англ. Our Children)) — бельгійський фільм-драма 2012 року, поставлений режисером Жоакімом Лафоссом. В основу стрічки лягла реальна справа матері-дітовбивці Женев'єви Лермітт, яка у 2008 році сколихнула всю Бельгію . Прем'єра стрічки відбулася 22 травня 2012 року на 65-му Каннському кінофестивалі, де вона брала участь у програмі Особливий погляд. У 2012 році фільм було номіновано в 7-ми категоріях на здобуття бельгійської національної кінопремії «Магрітт», у 3-х з яких він отримав перемогу, зокрема за найкращий фільм .

## Сюжет
Сюжет стрічки, заснованої на реальних подіях, розпочинається зі вбивства матір'ю трьох дітей, а далі йде передісторія, що розповідає, чому це сталося.

Бельгійський лікар Андре Пеньє (Нільс Ареструп), повертаючись з чергової подорожі, привозить з собою марокканського хлопчика на ім'я Мунір і виховує його як власного сина. Подорослішавши, юнак закохується і одружується на звичайній бельгійській дівчині Мюріель, що працює вчителькою в одній зі шкіл. Після весілля Пеньє запрошує молодят пожити у своїй просторій квартирі. Він оточує їх турботою і батьківським теплом, а дітям, які з'являються в сім'ї один за одним, стає люблячим дідусем. У квартирі доктора стає тісно, тому дружина підштовхує Муніра до купівлі свого дому в Марокко. Той ніби і погоджується, але після розмови з Пеньє різко змінює рішення. У цей непростий момент Мюріель дізнається, що знову вагітна. Життя для сім'ї, у якої нарешті з'явився довгожданий син, налагоджується. Мунір у складчину з Андре купують великий будинок, де усім вистачає місця. Тільки Мюріель вже не витримує цієї напруги. Вона розуміє, що вже ніколи не буде хазяйкою ні у своєму домі, ні у своєму житті. Ситуація нагнітається, коли у жінки відбувається відкритий конфлікт з Андре. Щоб позбавити своїх дітей від впливу доктора і полегшити їх життя Мюріель перерізує їм горло. На самогубство вона не зважилася, тому сама подзвонила в поліцію…

## У ролях
| Емілі Дек'єнн   | ···· | Мюріель                     |
| Нільс Ареструп  | ···· | Андре Пеньє                 |
| Тахар Рахім     | ···· | Мунір                       |
| Жан-Шарль Отера | ···· | професор Maryns             |
| Стефан Біссо    | ···· | Франсуаза                   |
| Данієль Феіс    | ···· | піаніст                     |
| Клер Бодсон     | ···· | жінка-поліцеський у шпиталі |
| Байя Белаль     | ···· | Рашида                      |
| Мунія Рауї      | ···· | Фатіма                      |
| Редуен Бехаш    | ···· | Самір                       |

## Основа для фільму
28 лютого 2007 року 42-річна Женев'ва Лермітт з бельгійського міста Нівель (Валлонський Брабант) зарізала п'ятьох своїх дітей віком від 3-х до 14 років. На суді вона пояснила, що їй набридло сидіти з дітьми вдома, поки її чоловік, марокканець Бучаїб Мокадем, їздить у справах, не звертаючи уваги на її проблеми. В день убивства у Лермітт стався нервовий зрив. Вона дзвонила своєму психіатрові, але той не зміг її прийняти. Тоді жінка узяла ніж і по черзі зарізала дітей. Після цього жінка подзвонила до поліції і зізналася у вбивствах. Потім ударила себе ножем в груди, але лікарі встигли її врятувати. У грудні 2009 року Женев'єву Лермітт було засуджено до пожиттєвого ув'язнення.

## Визнання
| Нагороди та номінації фільму «Після кохання» | Нагороди та номінації фільму «Після кохання» | Нагороди та номінації фільму «Після кохання» | Нагороди та номінації фільму «Після кохання» | Нагороди та номінації фільму «Після кохання» | Нагороди та номінації фільму «Після кохання» |
| Рік                                          | Кінофестиваль/кінопремія                     | Категорія/нагорода                           | Номінант                                     | Результат                                    | Результат                                    |
| -------------------------------------------- | -------------------------------------------- | -------------------------------------------- | -------------------------------------------- | -------------------------------------------- | -------------------------------------------- |
| 2012                                         | 65-й Каннський кінофестиваль                 | Особливий погляд                             | Жоакім Лафосс                                | Номінація                                    |                                              |
| 2012                                         | 65-й Каннський кінофестиваль                 | Особливий погляд — Найкраща акторка          | Емілі Дек'єнн                                | Перемога                                     |                                              |
| 2012                                         | Асоціація кінокритиків Бельгії               | Премія Андре Каванса за найкращий фільм      | Після кохання                                | Перемога                                     | [ 10 ]                                       |
| 2012                                         | Премія Європейської кіноакадемії             | Найкраща акторка                             | Емілі Дек'єнн                                | Номінація                                    | [ 11 ]                                       |
| 2012                                         | Міжнародний кінофестиваль у Сан Пауло        | Премія критиків — Особлива згадка            | Жоакім Лафосс                                | Перемога                                     |                                              |
| 2013                                         | Премія «Магрітт»                             | Найкращий фільм                              | Після кохання                                | Перемога                                     |                                              |
| 2013                                         | Премія «Магрітт»                             | Найкращий режисер                            | Жоакім Лафосс                                | Номінація                                    |                                              |
| 2013                                         | Премія «Магрітт»                             | Найкраща акторка                             | Емілі Дек'єнн                                | Перемога                                     |                                              |
| 2013                                         | Премія «Магрітт»                             | Найкраща акторка другого плану               | Стефан Біссо                                 | Номінація                                    |                                              |
| 2013                                         | Премія «Магрітт»                             | Найкращий сценарій                           | Матьє Рейнарт, Жоакім Лафосс                 | Номінація                                    |                                              |
| 2013                                         | Премія «Магрітт»                             | Найкращий монтаж                             | Софі Веркріз                                 | Перемога                                     |                                              |
| 2013                                         | Премія «Магрітт»                             | Найкращий звук                               | Інгрід Симон, Тома Годі                      | Номінація                                    |                                              |
| 2013                                         | Премія «Люм'єр»                              | Найкращий франкомовний фільм                 | Після кохання                                | Номінація                                    |                                              |
| 2013                                         | Премія «Сезар»                               | Найкращий фільм іноземною мовою              | Після кохання                                | Номінація                                    |                                              |
| 2013                                         | Міжнародний кінофестиваль у Палм-Спрінгс     | Найкраща акторка                             | Емілі Дек'єнн                                | Перемога                                     |                                              |
| 2013                                         | Кришталевий глобус                           | Найкраща акторка                             | Емілі Дек'єнн                                | Номінація                                    |                                              |